# Jean-Paul Ferré
Pour les articles homonymes, voir Ferré.
Jean-Paul Ferré, né le 12 juillet 1952 à Vernajoul, est le treizième président de la fédération française de rugby à XIII en poste de 1993 à 2004 à la suite du décès de Gilbert Dautant. Il occupe depuis 2008 le poste de maire de Vernajoul comme le fut son père René Ferré durant vingt ans.
À noter qu'à cette époque la fédération française de rugby à XIII avait pour nom fédération française de jeu à XIII et c'est sous la présidence le Jean-Paul Ferré que la Cour de cassation a rendu son verdict concernant le nom de ce sport. Il a été décidé que le jeu à XIII redeviendrait rugby à XIII comme initialement appelé.
On lui attribue l'ouverture vers les pays de l'Est de l'Europe ( Moldavie, Russie et Géorgie) et le Liban.
Ainsi que la préparation du dossier d'entrée des Dragons catalans en Super League.

## Biographie
Jean-Paul Ferré devient le treizième président de la fédération française de rugby à XIII en poste de 1993 à 2004 à la suite du décès de Gilbert Dautant en novembre 1993. Il est réélu en février 1995 avec sa volonté d'appuyer le projet de Jacques Fouroux de mise en place d'un championnat de haut niveau et la création d'une ligue française de rugby à XIII pour gérer France Rugby League, structure professionnelle de Fouroux. En 1999, il prend la décision de déplacer la finale du Championnat de France sur Paris et conclu des accords télévisuels avec Eurosport puis Pathé Sport. Il est réélu une dernière fois en mars 2001 avec 60% des voix contre la liste menée par Guy Troupel.
En 2002, il est à l'initiative de la création de la Rugby League European Federation.
Fin des années 2010 et début des années 2020, il est maire de la commune de Vernajoul et entame son troisième mandat.